# Maria Severin
Maria Severin født 1. januar 1980 er en dansk atlet.
Severin er medlem af Københavns IF og har vundet tre danske mesterskaber i sprint; to gange på 60 meter indendørs 2006 og 2007 samt 2006 på 100 meter. Hun har været på landsholdet i Europa cuppen fem gange.

## Danske mesterskaber
- Guld 2011 4 x 200 meter-inde
- Sølv 2009 60 meter inde
- Bronze 2008 100 meter
- Sølv 2007 100 meter 12,28
- Guld 2007 60 meter inde 7.67
- Guld 2006 100 meter 12.33
- Guld 2006 60 meter inde 7.80
- Sølv 2005 100 meter 12.22
- Bronze 2005 60 meter inde 7.78

## Personlige rekorder
- 60 meter:
- 100 meter: 12.06 2007
- 200 meter:
- 300 meter: 41.46 2007